# Psilacron agcistrum
Psilacron agcistrum är en fjärilsart som beskrevs av Dyar 1908. Psilacron agcistrum ingår i släktet Psilacron och familjen tandspinnare. Inga underarter finns listade.